# Temple Run
Temple Run (англ. Храмовий біг) — відеогра для мобільних пристроїв жанру нескінченного ранера, розроблена студією Imangi Studios. В ній гравець керує шукачем скарбів, який тікає лабіринтом від охоронців скарбу, намагаючись забігти якомога далі.

## Ігровий процес

Шукач скарбів біжить лабіринтом

### Основи
За фабулою, шукач скарбів викрав зі стародавнього храму ідола і повинен утекти з ним від охоронців ідола — демонічних мавп. Гравець керує цим шукачем скарбів, спрямовуючи його в безпечному напрямку та збираючи монети й бонуси. Мета гри — пробігти якомога далі та набрати якомога більше очок. Головний герой біжить уперед сам, нахил пристрою відповідає за зміщення на одну з трьох умовних ліній, на які поділений шлях. Місцями шлях звертає вбік і від гравця вимагається вчасно спрямувати героя туди. Перешкоди здебільшого блокують шлях таким чином, що їх можна оминути, перестрибнувши, або просковзнувши під ними.
На шляху трапляються монети й бонуси, що полегшують втечу або дозволяють досягнути більших результатів. Спочатку монети тільки жовті (золоті), але після подолання 1000 метрів зустрічаються більш цінні червоні і сині, вартість яких відповідно вдвічі і втричі більша. Під час збору монет, поповнюється спеціальна шкала і «фреска», розташовані з лівого краю дисплею. За кожну частину фрески гравець винагороджується множником очок. Щоразу, коли він збирає 100 монет, частина фрески заповнюється і шкала обнуляється, максимум 5 разів. Також вона обнуляється, а фреска руйнується, якщо герой спотикається, звернувши передчасно.
Після забігу виводиться статистика набраних очок, дальність забігу та кількість отриманих монет. Також виводиться ілюстрація того, в яку халепу встряв протагоніст, що супроводжується кумедним підписом. За монети перед наступним забігом купуються подовження дії бонусів, додаткові життя, персонажі. Також їх можна отримати, заплативши реальні гроші.

### Бонуси
Зібрані монети можна витратити в магазині на покупку продовжень дії бонусів. Після покупки деяких з цих предметів з'являються на шляху втечі гравця у випадкових місцях і діють деякий час після підбору. Деякі діють постійно після покупки, а деякі активуються самим гравцем.
Випадково розкидані по рівню бонусні предмети:
- Мегамонета (Mega Coin) — одноразово додає 50 монет. Вдосконалення цього бонуса збільшують кількість монет від нього;
- Монетний магніт (Coin Magnet) — найближчі монети автоматично притягуються до героя. Із вдосконаленнями час дії бонусу збільшується і кількість притягнутих монет множиться на 2 або 3;
- Непомітність (Invisibility) — після підбору цього бонусу персонаж не може провалитися в прірву або потрапити у пастку, однак гравцеві все одно потрібно управляти персонажем на поворотах. Час дії бонусу після покупки поліпшень збільшується;
- Прискорення (Boost) — персонаж швидко долає 250 метрів, автоматично оминаючи всі перешкоди і звертаючи в безпечному напрямку. Час дії бонусу і дальність після покупки поліпшень збільшується.
- Вартість монет (Coin Values) — після покупки збільшує вартість монет, що збираються персонажем, якщо той подолає певну дистанцію від старту. Після покупки поліпшень скорочується дистанція, необхідна для початку дії цього бонусу і додаються нові дистанції, за якими вартість зростає.

### Персонажі
Гра зосереджена на групі мандрівних дослідників, один з яких краде ідола зі стародавнього храму і під контролем гравця намагається сховатися від переслідування демонічних мавп. Група дослідників складається з:
- Ризиковий хлопець (англ. Guy Dangerous) — звичайний дослідник, дається відпочатку;
- Скарлет Фокс (англ. Scarlett Fox) — хитра художниця;
- Баррі Бонс (англ. Barry Bones) — міський поліцейський;
- Карма Лі (англ. Karma Lee) — дослідниця з далекого сходу;
- Монтана Сміт (англ. Montana Smith) — другий найкращий дослідник світу;
- Франциско Монтоя (англ. Francisco Montoya) — конкістадор;
- Зак Вандер (англ. Zack Wonder) — зірка американського регбі.

Персонажі не мають якихось відмінностей, окрім зовнішнього вигляду та озвучення.

## Розробка
Temple Run було створено подружжям Кіта Шеперда і Наталії Лук'янової, разом з художником Кирилом Чанговим. Ця гра стала наступною після Max Adventure, Кіт і Наталія прагнули створити більш динамічний твір з інтуїтивним керуванням. Визначившись із проведенням пальцями по екрану й різкими поворотами, вони стали обирати тематику. Вибір пав на біг лабіринтом, схожим на Велику китайську стіну або ацтецький храм. Замість монет початково існували самоцвіти різних кольорів і гравець мусив збирати ланцюжки однакових самоцвітів аби отримати більше очок. Однак з часом розробники помітили, що під час бігу колір ігнорується і замінили камені на монети. Як причина бігу було вигадано мавп, зо переслідують протагоніста.
Спочатку гра продавалась за 99 центів, але незабаром була переведена на freemium модель. Дохід розробники отримують з продажу ігрових монет. Спочатку гра була доступна тільки в App Store, але незабаром була випущена і на Google Play. У січні 2012 року Imangi Studios анонсували на сторінці Temple Run в Facebook, що гра буде випущена на платформі Android у лютому, додавши: «Ми раді повідомити про цю новину і цінуємо підтримку всіх наших фанатів». Гра була випущена на Android із затримкою в місяць.

## Оцінки й відгуки
На iTunes Store гра швидко увійшла в список 50 найбільш завантажуваних додатків за грудень 2011 року, а також стала номером один серед безкоштовних додатків. Коли Temple Run була випущена на Android, її завантажили мільйон разів за три дні, а до кінця 2017 це число сягнуло 100 мільйонів.
На агрегаторі Metacritic гра зібрала 80 балів зі 100. Temple Run здобула 6-е місце з-поміж найбільш обговорюваних ігор для iOS 2011 року і 35-е з-поміж найбільш завантажуваних.

## Продовження

### Сиквел
Основна стаття: Temple Run 2
Друга частина гри — Temple Run 2 для iOS вийшла 17 січня 2013 без анонсів у пресі, але в перші 4 дні була завантажена більше 20 млн разів. Головними її особливостями є покращена графіка й урізноманітнене оформлення лабіринтів.

### Спін-офи

#### Temple Run: Brave
У червні 2012 року Imangi Studios об'єдналися зі студією Disney для просування мультфільму «Відважна», випустивши гру Temple Run: Brave 14 червня. На відміну від оригіналу, гра коштує 99 центів.
Temple Run: Brave пропонує виступити лучницею Мерідою, або її батьком — метальником сокир Фергусом. Гравець також може придбати сукні для Меріди, броню для обох героїв, або нові шпалери. Мета гри залишилася колишньою — виживати, уникаючи перешкоди, збираючи монетки, тікаючи від проклятого ведмедя Мор'ду. Нова особливість — це можливість влучати в мішені з лука для Меріди або сокирами для Фергуса. Під час бігу на екрані іноді може з'явитися значок стрільби і крапки над ним. Вони позначають кількість мішеней, які потрібно вразити. Гравцеві потрібно вчасно натиснути на них. Коли всі мішені будуть вражені, гравець отримує додаткові монетки.
Відразу після релізу гри, Temple Run: Brave очолила список найбільш продаваних платних ігор в App Store.

#### Temple Run: Oz
Наприкінці лютого Imangi Studios продовжила співпрацю з Disney і випустила гру за мотивами фільму «Оз: Великий та Могутній». Єдиний ігровий персонаж — Френк Оскар, на прізвисько «Великий та Могутній Оз», який тікає по дорозі із жовтої цегли від злісних летючих мавп. Від інших ігор серії її відрізняє наявність декількох локацій, які сильно відрізняються одна від одної, і можливість літати на повітряній кулі. Нові версії додають нові локації та завдання.